# Charles Borsenberger
Charles Borsenberger, né le 9 octobre 1905 à Bitche en Alsace-Lorraine (aujourd'hui en Moselle) et mort le 23 novembre 1989 à Clamart, est un footballeur français ayant joué au poste d'attaquant dans les années 1930.

## Biographie
Charles Borsenberger débute en professionnel en première division au Racing Club de Paris. Il joue ensuite en deuxième division pendant deux ans au Havre AC.
L'Amiens AC le recrute pour la saison 1935-1936, toujours en deuxième division. Le Lorrain prend part à 30 des 34 matchs de championnat de l'Amiens AC sur cette saison, principalement au poste d'ailier droit. Il marque huit buts toutes compétitions confondues.
Il est alors recruté par le Stade de Reims et dispute une dernière saison en France.

## Statistiques
| Saison     | Club           | Championnat | Championnat | Championnat | Coupe(s) nationale(s) | Coupe(s) nationale(s) | Total | Total |
| Saison     | Club           | Division    | M.          | B.          | M.                    | B.                    | M.    | B.    |
| 1932-1933  | RC Paris       | 1           | 6           | 0           | 2                     | 1                     | 8     | 1     |
| Sous-total | Sous-total     | Sous-total  | 6           | 0           | 2                     | 1                     | 8     | 1     |
| 1933-1934  | Le Havre AC    | 2           | 24          | 9           | 3                     | 1                     | 27    | 10    |
| 1934-1935  | Le Havre AC    | 2           | 2           | 0           | -                     | -                     | 2     | 0     |
| Sous-total | Sous-total     | Sous-total  | 26          | 9           | 3                     | 1                     | 29    | 10    |
| 1935-1936  | Amiens AC      | 2           | 30          | 7           | 4                     | 1                     | 34    | 8     |
| Sous-total | Sous-total     | Sous-total  | 30          | 7           | 4                     | 1                     | 34    | 8     |
| 1936-1937  | Stade de Reims | 2           |             |             |                       |                       | 0     | 0     |
| Sous-total | Sous-total     | Sous-total  |             |             |                       |                       | 0     | 0     |